# لیسا اوریگلیاسو
لیسا مری اوریگلیاسو (به انگلیسی: Lisa Marie Origliasso؛ زادهٔ ۲۵ دسامبر ۱۹۸۴) خواننده-ترانه‌پرداز استرالیایی می‌باشد که در آلبانی کریک، کوئینزلند زاده و بزرگ شده‌است.